# هوم بارك
هوم بارك (بالإنجليزية: Home Park)‏ هو ملعب كرة قدم في ديفون بإنجلترا. اُفتُتح عام 1893، ويتسع إلى 16 ألف متفرج.